# Saemundssonia desolata
Saemundssonia desolata är en insektsart som beskrevs av Günter Timmermann 1959. Saemundssonia desolata ingår i släktet Saemundssonia och familjen fjäderlöss. Inga underarter finns listade i Catalogue of Life.